# بوتانون
بوتانون هو مركب عضوي له الصيغة الكيميائية CH3C(O)CH2CH3، ويكون على شكل سائل عديم اللون له رائحة مميزة.
ينتمي البوتانون إلى مجموعة الكيتونات، ويسمى أيضاً ميثيل إيثيل الكيتون ويرمز له لذلك MEK.

## التحضير
يحضر البوتانون من تفاعل أكسدة 2-بوتانول، وذلك بعملية نزع هيدروجين بوجود حفاز من النحاس أو الزنك.
CH3CH(OH)CH2CH3 → CH3C(O)CH2CH3 + H2
يحضر البوتاون بكميات كبيرة في الصناعة، بالمقابل يوجد بكميات ضئيلة نزرة في الطبيعة.

## الخصائص
- يكون البوتانون على شكل سائل عديم اللون، وله انحلالية ضعيفة في الماء ويشكل العديد من المزائج ثابتة الغليان مع العديد من المذيبات العضوية الأخرى مثل الهكسان والبنزين.

## الاستخدامات
يستخدم البوتانون بشكل كبير في الصناعات الكيميائية، وخاصة على شكل مذيب عضوي.

## اقرأ أيضاً
- بوتان (كيمياء)
- ميثيل إيزوبوتيل الكيتون